# الانتخابات في السودان
في الانتخابات النموذجية ، ينتخب السودان على المستوى القومي رئيسًا للدولة - الرئيس - ومجلسًا تشريعيًا . في انتخابات عام 2010 ، تم إجراء انتخابين رئاسيين ، الأولى لرئاسة الجمهورية والأخرى لرئاسة الحكومة في جنوب السودان. ثم تم إجراء آخر انتخابات للمجلس الوطني المكون من 360 عضوًا في أبريل 2015 .
تتكون الهيئة التشريعية القومية التي تم اختيار أعضائها في منتصف عام 2005 من مجلسين .أولا من مجلس الأمة ( المجلس الوطني ) ويشمل 450 عضواً معيناً يمثلون الحكومة والمتمردين السابقين وأحزاب سياسية معارضة أخرى. ثانيا مجلس الولايات ( مجلس الولايات) ويشمل 50 عضوًا تم انتخابهم بشكل غير مباشر من قبل المجالس التشريعية للولايات. خدم جميع أعضاء الهيئة التشريعية القومية لمدة ست سنوات.
في أوائل القرن الحادي والعشرين ، كان السودان دولة ذات حزب مهيمن مع المؤتمر الوطني في السلطة. سُمح لأحزاب المعارضة ، لكن اعتُبر على نطاق واسع أنه ليس لديها فرصة حقيقية للوصول إلى السلطة.
في يوم 11 شهرأبريل 2019 ، استولى المجلس العسكري على السودان بعد أن استولى الجيش على السلطة من الرئيس في انقلاب . كان من المقرر مبدئيًا إجراء الانتخابات الفيدرالية في عام 2022 بموجب اتفاق الانتقال السوداني لعام 2019 إلى الديمقراطية .

## تاريخ
خاض السودان انتخابات على المستوى الوطني منذ عام 1948 بينما كان لا يزال مستعمرة أنجلو-مصرية . كان الاستقلال عن مصر أو الاتحاد معها منصة انتخابية رئيسية في انتخابات عام 1948.
في أعقاب اتفاقية السلام الشامل ، لم تلعب الانتخابات في البداية دورًا في تحديد تكوين الحكومة الوطنية المؤقتة ، أو حكومة جنوب السودان ، أو المجالس التشريعية للولايات. أدى إجراء تعداد سكاني وطني قديم ، وفي حالة جنوب السودان ، الافتقار التام للبنية التحتية اللازمة لإجراء الانتخابات ، إلى جعل العملية الانتخابية موضع نقاش. نتيجة لذلك ، تألف جميع المسؤولين الحكوميين وجميع الهيئات الإدارية من مسؤولين معينين حتى الانتهاء من الإحصاء السكاني في عام 2008 والانتخابات الوطنية في عام 2010. ورفضت الحركة الشعبية لتحرير السودان نتائج التعداد ، مدعية أنها استهانت بعدد سكان الجنوب. قدم قانون الانتخابات القومي لعام 2008 الإطار القانوني لإجراء الانتخابات في السودان وجنوب السودان وفي كل ولاية. كانت المفوضية القومية للانتخابات مسؤولة عن تطوير اللوائح والقواعد والأوامر الخاصة بانتخاب الرئيس الوطني ورئيس جنوب السودان وحكام الولايات والجمعية الوطنية والجمعية التشريعية لجنوب السودان ومجالس الولايات.

## الانتخابات الأخيرة

### انتخابات رئاسية

الاقبال من قبل الدولة.

المقالة الرئيسية: الانتخابات العامة السودانية 2015
| مرشح                        | مرشح                             | حزب، حفلة                             | الأصوات    | ٪      |
| --------------------------- | -------------------------------- | ------------------------------------- | ---------- | ------ |
|                             | عمر البشير                       | حزب المؤتمر الوطني                    | 5،252،478  | 94.05  |
|                             | فضل السيد شويب                   | حزب الحقيقة الفيدرالي                 | 79779      | 1.43   |
|                             | فاطمة عبد المحمود                | الاتحاد الديمقراطي الاشتراكي السوداني | 47653      | 0.85   |
|                             | محمد الحسن محمد ‏                 | حزب الإصلاح الوطني                    | 42399      | 0.76   |
|                             | عبد المحمود عبد الجبار رحمت الله | اتحاد قوات الأمة                      | 41134      | 0.74   |
|                             | حمدي حسن احمد                    | مستقل                                 | 18،043     | 0.32   |
|                             | محمد احمد عبد القادر الارباب     | مستقل                                 | 16966      | 0.30   |
|                             | ياسر يحيى صالح عبد القادر        | مستقل                                 | 16609      | 0.30   |
|                             | خيري بخيت                        | مستقل                                 | 11852      | 0.21   |
|                             | عادل دفع الله جابر               | مستقل                                 | 9435       | 0.17   |
|                             | محمد عوض البارو                  | مستقل                                 | 9388       | 0.17   |
|                             | أسد النيل عادل ياسين الصافي      | مستقل                                 | 9359       | 0.17   |
|                             | عالم الهدى احمد عثمان محمد علي   | مستقل                                 | 8133       | 0.15   |
|                             | احمد الراضي جادالله سالم         | مستقل                                 | 7،751      | 0.14   |
|                             | عصام الغالي تاج الدين علي        | مستقل                                 | 7،587      | 0.14   |
|                             | عمر عوض الكريم حسين علي          | مستقل                                 | 6297       | 0.11   |
| المجموع                     | المجموع                          | المجموع                               | 5،584،863  | 100.00 |
|                             |                                  |                                       |            |        |
| أصوات صالحة                 | أصوات صالحة                      | أصوات صالحة                           | 5،584،863  | 91.68  |
| أصوات غير صالحة / فارغة     | أصوات غير صالحة / فارغة          | أصوات غير صالحة / فارغة               | 506.549    | 8.32   |
| مجموع الأصوات               | مجموع الأصوات                    | مجموع الأصوات                         | 6،091،412  | 100.00 |
| الناخبون المسجلون / الاقبال | الناخبون المسجلون / الاقبال      | الناخبون المسجلون / الاقبال           | 13،126،989 | 46.40  |
| المصدر: NEC                 |                                  |                                       |            |        |

### الإنتخابات البرلمانية
- التقويم الانتخابي
- النظام الانتخابي